# Talikot
Talikot o Talikota és una població del districte de Bijapur a Karnataka a la vora del riu Doni a 16° 29′ N, 76° 19′ E / 16.48°N,76.32°E. Consta al cens del 2001 amb una població de 26.217 habitants (el 1901 eren 6.610). Hi ha un temple de Siva amb un lingam.
La ciutat és famosa per la batalla del seu nom, a la riba dreta del Kistna, en què els exèrcits de Bijapur i Golconda i els de Vijayanagar el 25 de gener de 1565. La victòria musulmana va marcar l'inici de la descomposició del regne hindú de Vijayanagar. Encara que lliurada lluny de la ciutat, la batalla va rebre el seu nom perquè fou el quarter general dels exèrcits musulmans del Dècan quan van sortir contra els hindús. La batalla, tot i el nom amb què és universalment coneguda, es va lliurar exactament al poble de Bannikatti, mentre que Talikota fou el lloc on es van reunir els exèrcits musulmans. La data exacta és discutida i podria ser entre el 23 i el 25 de gener.
Vers 1750 el peshwa la va donar a Rastia, germà de la seva esposa; la nissaga la posseïa en saranjam encara el 1818 quan va passar als britànics.